# كلية الآداب (جامعة الملك فيصل)
كلية الآداب بجامعة الملك فيصل هي إحدى الكليات التي تهتم بدراسة مجالات الآداب في جامعة الملك فيصل في محافظة الأحساء في المنطقة الشرقية في المملكة العربية السعودية.

## التاريخ
تأسست كلية الآداب في جامعة الملك فيصل في مدينة الهفوف بالأحساء في عام 1429 هـ، وبدأت الدراسة في الكلية في الفصل الدراسي الأول من العام الجامعي 1430-31 هـ.

## الدراسة
يبلغ عدد الساعات المعتمدة في الكلية 132 ساعة معتمدة مقسمة بين 8 ساعة للجامعة، و44 ساعة لمتطلبات الكلية وباقي الساعات للتخصصات، وتدرس المقرات الدراسية في الكلية على ثماني مستويات، وتُعتبر السنة الأولى في الكلية سنة تحضيرية مشتركة لجميع تخصصات الكلية ويدرس فيها متطلبات الجامعة والكلية فقط.

## الأقسام العلمية
تشمل كلية الآداب 6 أقسام رئيسية قسم الدراسات الإسلامية، وقسم اللغة العربية، وقسم اللغة الإنجليزية، وقسم العلوم الاجتماعية، وقسم الاتصال والإعلام، وقسم المكتبات والمعلومات.

### قسم اللغة العربية
تأسس قسم اللغة العربية مع نشأة كلية التربية في عام 1401 هـ، حيث يمنح القسم درجة البكالوريوس في اللغة العربية.

### قسم الاتصال والإعلام
يضم قسم الاتصال والإعلام أربعة برامج وهي التاريخ، وعلم الاجتماع، والخدمة الاجتماعية، والجغرافيا والنظم الجغرافية، والسياحة والضيافة.